# Campionato europeo dei piccoli stati femminile di pallavolo 2011
Il campionato europeo dei piccoli stati femminile di pallavolo 2011 si è svolto dal 13 al 15 maggio 2011 a Lussemburgo, in Lussemburgo: al torneo hanno partecipato quattro squadre nazionali europee di stati con meno di un milione di abitanti e la vittoria finale è andata per la quarta volta, la seconda consecutiva, a Cipro.

## Qualificazioni
Al torneo hanno partecipato: la nazionale del paese ospitante e tre nazionali provenienti dai gironi di qualificazione.

## Impianti
|                                                                     |  |  |
|                                                                     |  |  |
| Gymnase Coque Città: Lussemburgo Capienza: 3 800 Anno d'apertura: - |  |  |

## Regolamento
Le squadre hanno disputato un'unica fase con formula del girone all'italiana.

## Squadre partecipanti
| Squadra       | Qualificazione                            | Ultima partecipazione |
| ------------- | ----------------------------------------- | --------------------- |
| Cipro         | 1ª al torneo di qualificazione (girone A) | Liechtenstein 2009    |
| Liechtenstein | 2ª al torneo di qualificazione (girone A) | Liechtenstein 2009    |
| Lussemburgo   | Paese organizzatore                       | Liechtenstein 2009    |
| San Marino    | 2ª al torneo di qualificazione (girone B) | Liechtenstein 2009    |

## Torneo

### Risultati
| 13 maggio 2011 Gymnase Coque, Lussemburgo Durata: 1h:12 - Spettatori: 100 | Cipro         | 3 - 0 | San Marino    | 25-17, 25-23, 25-16               |
| 13 maggio 2011 Gymnase Coque, Lussemburgo Durata: 1h:06 - Spettatori: 300 | Liechtenstein | 0 - 3 | Lussemburgo   | 18-25, 11-25, 15-25               |
| 14 maggio 2011 Gymnase Coque, Lussemburgo Durata: 1h:18 - Spettatori: 50  | Liechtenstein | 0 - 3 | Cipro         | 17-25, 21-25, 23-25               |
| 14 maggio 2011 Gymnase Coque, Lussemburgo Durata: 2h:06 - Spettatori: 300 | Lussemburgo   | 1 - 3 | San Marino    | 25-23, 23-25, 20-25, 33-35        |
| 15 maggio 2011 Gymnase Coque, Lussemburgo Durata: 1h:41 - Spettatori: 50  | San Marino    | 3 - 1 | Liechtenstein | 21-25, 25-20, 25-14, 25-23        |
| 15 maggio 2011 Gymnase Coque, Lussemburgo Durata: 2h:01 - Spettatori: 300 | Cipro         | 2 - 3 | Lussemburgo   | 25-14, 25-19, 25-27, 18-25, 10-15 |

### Classifica
| Pos | Squadra       | Pt | G | V | P | SV | SP | Ratio | PF  | PS  | Ratio |
| --- | ------------- | -- | - | - | - | -- | -- | ----- | --- | --- | ----- |
| 1   | Cipro         | 7  | 3 | 2 | 1 | 8  | 3  | 2.667 | 253 | 217 | 1.166 |
| 2   | San Marino    | 6  | 3 | 2 | 1 | 6  | 5  | 1.200 | 260 | 258 | 1.008 |
| 3   | Lussemburgo   | 5  | 3 | 2 | 1 | 7  | 5  | 1.400 | 276 | 255 | 1.082 |
| 4   | Liechtenstein | 0  | 3 | 0 | 3 | 1  | 9  | 0.111 | 187 | 246 | 0.760 |

## Podio

### Campione
Formazione: 2 Sofia Manitarou, 3 Christiana David, 5 Tetyana Timokhova, 6 Despoina Konstantinou, 7 Panagiuta Kouta, 8 Chryso Vouvakou, 9 Andrea Charalambous, 11 Elena Mosfilioti, 13 Andri Iordanous, 15 Foteini Chrysanthou, 16 Eleni Michael, 17 Petra Alexandrou, CT: -

### Secondo posto
Formazione: 2 Giardi, 3 Barducci, 4 Baciocchi, 5 Bronzetti, 6 Mazza, 7 E. Parenti, 9 C. Parenti, 11 Mazza, 14 Montironi, 16 Muccioli, CT: -

### Terzo posto
Formazione: 2 Samirah Frisch, 3 Betty Hoffmann, 4 Fabienne Welsch, 5 Rebecca Klerf, 7 Analena Mach, 9 Lucy Lordong, 10 Isabelle Frisch, 11 Martine Emeringer, 13 Michèle Breuer, 14 Nathalie Brass, 15 Liz Alliaume, 18 Lynn Elouardi, CT: -

## Classifica finale
| Pos | Squadra       |
| --- | ------------- |
|     | Cipro         |
|     | San Marino    |
|     | Lussemburgo   |
| 4   | Liechtenstein |

## Premi individuali
| Premio                 | Nome                | Squadra       |
| ---------------------- | ------------------- | ------------- |
| MVP                    | Andri Iordanous     | Cipro         |
| Miglior realizzatrice  | Isabelle Frisch     | Lussemburgo   |
| Miglior attaccante     | Elisa Parenti       | San Marino    |
| Miglior servizio       | Betty Hoffmann      | Lussemburgo   |
| Miglior palleggiatrice | Tetyana Timokhova   | Cipro         |
| Miglior ricevitrice    | Alejandra Maldonado | Liechtenstein |
| Miglior libero         | Christiana David    | Cipro         |